# Назаров, Мехрубон Назарович
Назаров Мехрубон Назарович (тадж. Меҳрубон Назаров 1 мая 1922, к. Шидз Рушан, Памир, Туркестанская АССР, РСФСР — 7 марта 1993, Душанбе, Республика Таджикистан) — советский, таджикский государственный и общественный деятель, участник Великой Отечественной войны, драматург, сценарист, переводчик, режиссёр; министр культуры Таджикской ССР (1966—1979).

## Биография
В 1941 г. окончил художественный комбинат в г. Сталинабаде (1937—1941), в 1951 г. — Ленинградский государственный институт театра, музыки и кинематографии им А. Н. Островского. Член ВКП(б)-КПСС с 1943 г. В 1954 г. окончил Высшую партийную школу при ЦК КПСС в г. Москве (1951—1954).
Главный режиссёр (1941—1943), директор (1944—1946) областного музыкально-драматического театра им. А. Рудаки (ныне им. Мехрубон Назарова) в Хороге.
Участник Великой Отечественной войны (1943—1944). В исследованиях участия трудящихся ГБАО в Великой Отечественной войне есть фрагмент из его письма:
Я горжусь и счастлив тем, что вместе с сыновьями других народов нашей родины веду борьбу против фашистских захватчиков, за свободу нашего народа… Вам, комсомольцам и трудящимся, даю клятву: пока бьётся сердце, буду сражаться с врагом. <…> призываю Вас ещё более плодотворно работать на производстве <…> усилить помощь фронту и стране…
- 1946—1950 гг. — заведующий отделом культуры облисполкома Горно-Бадахшанской автономной области,
- 1950—1954 гг. — специальный корреспондент республиканской газеты «Комсомоли Точикистон», одновременно областной газеты «Точикистони Сурх»[2][3][4][5],
- 1954—1956 гг. — начальник Главного управления искусств Министерства культуры Таджикской ССР[2][3][4][5],
- 1956—1964 гг. — первый заместитель министра культуры Таджикской ССР, одновременно советник по культуре Посольства СССР в Афганистане (1962—1964)[2][3][4][5],
- 1964—1965 гг. — заместитель председателя Государственного комитета по телевидению и радиовещанию Таджикской ССР[3][4][5],
- 1965—1966 гг. — председатель Государственного комитета по кинематографии Совета Министров Таджикской ССР[2][3][4][5].

В 1966—1979 гг. — министр культуры Таджикской ССР. Внес значительный вклад в развитие культуры в Таджикской ССР, один из создателей факультета искусств Душанбинского пединститута им. Т. Г. Шевченко (1967), затем преобразованного по его же инициативе, под его руководством, в Институт искусств (1973), Молодёжный театр (1971) — позже им. А. Вахидова, профессиональный Ансамбль танца Лола при Таджикской государственной филармонии (1965), Театр музыкальной комедии в городе Курган-Тюбе (1979) позднее им. Ато Мухаммеджанова:

«это неполный перечень заслуг М. Н. Назарова, одного из самых авторитетных министров культуры в СССР. Современники его считали человеком, рождённым для культуры»

.
В 1979—1988 гг. — ректор Таджикского государственного института искусств им. М. Турсунзаде (1979—1988).
Кандидат исторических наук (1965), профессор.
Скончался 7 марта 1993 года, похоронен на кладбище «Сари Осиё».

## Творчество
Свою творческую деятельность начал с 1940 года, осуществил постановку более 30 спектаклей:
- Без вины виноватые = «Гунаҳкорони бегуноҳ» А. Островский (1946),
- Коварство и любовь = «Макр ва муҳаббат» Ф. Шиллер (1946),
- Золотой кишлак = «Қишлоқи тиллоӣ» М. Миршакар (1947),
- Красно палочки = «Калтакдорони сурх» С. Улуғзода (1948),
- Ташбек и Гулкурбан = «Тошбек ва Гулқурбон» М. Миршакар,
- Доброе признание = «Шӯҳрати нек» М. Рабиев (1957).

Мехрубон Назарович Назаров является основателем становления афганского профессионального театрального искусства — будучи в Афганистане советником по культуре, осуществил постановку спектаклей на сцене театра «Кобул Нандорӣ»:
- Обжигающие свечи = «Шамъҳое, ки месӯзонад» А. Латифӣ,
- Мужчина, имя которого забыто = «Марде, ки номаш фаромӯш шудааст» У. Кӯҳзод,
- Без вины виноватые = «Гунаҳкорони бегуноҳ» А. Островский,
- Лекарь поневоле = «Табиби зӯракӣ» Мольер,
- Горящие свечи = «Шамъҳои сӯзон» К. Бесид

М. Н. Назаров является автором многих одноактных и многоактных пьес:
- Мечта «Орзу» (1964),
- Рука друга = «Дасти дӯст» (1968),
- Гибель обычая = «Ҳалокати одат» (1970)

в том числе перевод драматического произведение «Мачеха» = «Модарандар» О. Бальзака для театральной постановки принадлежит его перу.

## Награды и звания
- Орден Отечественной войны I степени (№ 190, 23.12.1985)[1],
- два ордена Трудового Красного Знамени (1950; 1957),
- два ордена «Знак Почёта» (1971; 1976),
- Медаль «За трудовую доблесть» (1954)[9],
- Заслуженный артист Таджикской ССР (1946),
- Заслуженный деятель искусств Таджикской ССР (1964),

Награждён медалями и Почётными грамотами Президиума Верховного Совета Таджикской ССР.

## Семья
- Отец — Джавов Назарамон (тадж. Назарамон Ҷавов (18??—1929) — был почтенным аксакалом в кишлаке Шидз Рушанской волости на Памире.
- Мать — Офаридаева Шакархотун — работала колхозницей колхоза «Красный Октябрь».
- Сестра — Назарова Кимат (тадж. Назарова Қимат, 1915—1973) — работала колхозницей колхоза им В. И. Ленина.
- Брат — Назаров Мамадзамон Назарович (1927—1989) — был директором ср. школы в п.г.т. Дусти, Кумсангирский район, Хатлонская область РТ.
- Жена — Кадамшоева Нодирамо (1922—2019) — работала диктором Хорогского радио и корректором областной газеты «Бадахшони Совети».
- Сыновья: 
  - Назаров Назар Мехрубонович (род. 1949) — выпускник факультета искусств Душанбинского госпединститута им. Т. Г. Шевченко (1972), работал доцентом Таджикского государственного института искусств им М. Турсунзаде по 1992 года,
  - Далер Мехрубонович (род. 1959) — выпускник ДГПИ им. Т. Г. Шевченко (1981), известный таджикский автор-исполнитель, певец, композитор и актёр.
- Дочери: 
  - Мехринигор Мехрубоновна (род. 1947) — выпускница ГИТИС (1972), работала преподавателем истории искусств Художественного училища г. Душанбе, живёт в Алматы,
  - Азиза Мехрубоновна (род. 1955) — выпускница исторического факультета ТГУ им В. И. Ленина (1976), живёт и работает в Вашингтоне, США.
- Внуки: Дилафруз, Марзия, Гулмамад; Аброр, Даврон, Мехрубон, Нодирамо; Парвиз, Ситора[нем.], Роксана; Мадина, Сино.

## Сочинения
- Назаров М. Н. Братство культур русского и таджикского народов. — Душанбе: «Ирфон», 1968. — 52 с. — 3300 экз. — РНБ, Санкт-Петербург.
- Назаров М. Н. Весна на Памире. Драма в 2-х актах / Пер. с тадж. и сцен. ред. Николая Вирты. — М.: Гос. Публ. б-ка Ленингр., 1973. — 60 с. — 50 экз. — РНБ, Санкт-Петербург.
- Назаров М. Н. Искусства сближает людей. — Душанбе: «Ирфон», 1973. — 124 с. — 3000 экз. — РНБ, Санкт-Петербург.
- Назаров М. Н. Композиторы Таджикистана. Краткие биогр. справки / Назаров М. ред. – 1. Композиторы таджикские. 2. Таджикская музыка. — Сталинабад: Таджикгосиздат, 1957. — 37 с. — 3000 экз. — РНБ, Санкт-Петербург.
- Назаров М. Н. 1 Комсомольские организации и их работа. 2 Молодёжь ТаджССР // Материалы Республиканской научно-практической конференции молодых ученых и специалистов, посвященной 70 летию  обоазования ВЛКСМ (23-24 июня ) Секции «История ВЛКСМ и междунар. Молодёж. движения», «Култура и искусство» / М. Н. Назаров В. М. Набиева. — Душанбе: Дониш, 1989. — 137 с. — 500 экз. — РНБ, Санкт-Петербург.
- Назаров М. Н. Становление таджикской советской художественной культуры. — Душанбе: «Ирфон», 1986. — 160 с.
- Назаров М. Н. Искусство таджикского народа. — Душанбе: «Ирфон», 1961. — 213 с.[3][4][5]